# The Shock
The Shock er en amerikansk stumfilm fra 1923 af Lambert Hillyer.

## Medvirkende
- Lon Chaney som Wilse Dilling
- Virginia Valli som Gertrude Hadley
- Jack Mower som Jack Cooper
- William Welsh som Micha Hadley
- Henry A. Barrows som John Cooper, Sr.